# التكلة جبارة
قرية التكلة جبارة، تقع قرية (التكلة جبارة) في ولاية الجزيرة محلية الحصاحيصا وهي تقع في نطاق مصفوفة قرى الحلاوين
سميت على جدهم جبارة تحدها من الشرق قرية (شرفت) ومن الغرب قرية (الولي) ومن الشمال قرية (ابو سير) ومن الجنوب قرية (المدينة).
تسكن القرية عدد من القبائل منها: الجبارات، النقاقير، الشنيناب، المسلمية وغيرهم.
أحياء القرية: كريمة، حي قدام، حي الجامع القطري، حي الورواره
يبلغ التعداد السكاني بالقرية حوالي 12000 نسمة أو يزيد
النشاط الاقتصادي لمواطني القرية ينحصر في الزراعة والتجارة والوظائف المؤسسية والمهن الحرفية والعمل بالخارج
تعتبر القرية منارة اشعاع وتنوير لكافة قرى المنطقة في ما يتعلق بالمجال التربوي والتعليمي اذ أسست بها أول مدرسة ابتدائية على مستوى المحلية في العام 1946. كانت مدرسة الكتاب قديما قبلة لجميع طلاب القرى المجاورة إذ كان لها القدح المعلى ببزوغ النجوم من المعلمين والعلماء على مستوى القطر. بالقرية مدرستان للاساس مدرسة الحارث بن عمير للبنين ومدرسة الزهراء للبنات بالاضافة لمدرسة المستقبل الخاصة كما توجد بالقرية مدرستان ثانويتان بنين وبنات.
في القرية 4 صهاريج يوجد في 2صهاريج طاقه شمسيه. في القريه 4 مساجد يوجد طاقه شمسيه في 2 مسجد.
يوجد بالقرية نادي رياضي ثقافي اجتماعي نادي (الوحدة) حيث أنه يعتبر من أعرق الأندية الرياضية بالمنطقة. أسس النادي في العام 1958. كما يوجد بالقرية مركز صحي يقدم بعض الخدمات الطبية لحين اكتمال جميع الاجراءات الفنية والهندسية لمزاولة تقديم جميع الخدمات وترفيعه لمستشفى ريفي. تشهد القرية نهضة وتطورا ملحوظا في الآونة الاخيرة في جميع المجالات وذلك بفضل ابنائها المخلصين بقيادة واشراف لجنة التغيير والخدمات الشبابية.